# Mori Shumei
Mori Shumei (japanisch 森 守明; geboren 17. Juni 1892 in Kyōto; gestorben 11. Juli 1951) war ein japanischer Maler der Nihonga-Richtung.

## Leben und Werk
Mori Shumei wurde als zweiter Sohn des Oberpriesters des Schreins „Fukakusa Fushimi Inari-jinja“ (深草伏見稲荷神社) in Kyōto geboren. 1910 schloss er sein Studium der Malerei an der „Kyōto-shi Bijutsu Kōgei gakkō“ (京都市美術工芸学校) ab. Anschließend bildete er sich auf der „Kyōto-shiritsu Kaiga Semmon Gakkō“ (京都市立絵画専門学校) unter Nishiyama Suishō weiter und machte dort 1923 seinen Abschluss.
Bereits während seines Studiums konnte Mori 1922 auf der 4. „Teiten“ sein Bild „Yūsentō“ (遊仙洞) ausstellen. Er stellte dann weiter auf der „Teiten“ und dan auf der „Shin-Bunten“ aus. Das Bild „Ugo“ (雨後) – „Nach dem Regen“, dass er 1926 auf der 8. „Teiten“ zeigte, und das Bild „Kōbō daishi“ (弘法大師) – „Kūkai“ 1929 auf der 11. wurden mit besonderen Preisen ausgezeichnet. 1930 wurde er zur Ausstellungszulassung empfohlen. 1931 war er auf der „Ausstellung japanische Malerei“ in Berlin zu sehen.
Bereits 1926 wurde er Lehrbeauftragter an seiner Alma Mater, 1940 an der „Kyōto-shiritsu Kaiga Semmon Gakkō“. Er wurde führender Persönlichkeit in der privaten Malschule „Nishiyama Suishō Juku“ (西山翠嶂塾) und stellte wiederholt Bilder aus auf der zur Schule gehörenden Ausstellungsserie der „Seikōsha“ (青甲社). Auf der Ausstellung zum 30-jährigen Bestehen der „Seikōsha“ zeigte Mori das Bild „Machi no uramichi“ (町の裏道) – „Hintergasse einer Stadt“, starb aber kurz darauf.